# Malá československá encyklopedie
Malá československá encyklopedie je tištěná encyklopedie vydaná v letech 1984–1987 v Praze. Šest svazků encyklopedie obsahuje asi 110 000 hesel.
Obsahuje vybraná encyklopedická hesla řazená abecedně, přičemž každý svazek obsahuje skupinu počátečních písmen jednotlivých hesel. I přes vysokou odbornou propracovanost a výběr hesel je na encyklopedii patrný vliv politiky tehdejší ČSSR, kdy byl z obsahu encyklopedie vyřazen např. Waldemar Matuška, Ota Šik, Jan Patočka, Lev Trockij. Encyklopedie taktéž neobsahuje informace neslučitelné s ideovými názory socialismu. V porovnání s Příručním slovníkem naučným je ideologické zabarvení občas překvapivě mírné či scházející. Například mnoho západních osobností se zdá být popsáno objektivně. Např. Walt Disney, Henry Ford, Jane Fonda, Ella Fitzerald. Silnější vrstva ideologie je na předvídatelných místech jako v heslech Jan Hus, nebo Julius Fučík.
Po Příručním slovníku naučném se plánovalo vydání Velké československé encyklopedie. Její vydání se očekává v předmluvách Příručního slovníku i MČSE. Nikdy ale nevyšla. Po dvou menších slovních: jednosvazkovém Malém encyklopedickém slovníku A-Ž a třísvazkovém Ilustrovaném encyklopedickém slovníku (1980–82) byla MČSE první českou encyklopedií která v rozsahu překonala Příruční slovník naučný.  
Encyklopedii vytvořil Encyklopedický ústav ČSAV a vydala Academia. Roku 1992 vydal Encyklopedický institut i Československý biografický slovník který je v stejných deskách a formátu jako MČSE a je zamýšlen jako její doplněk.

## Svazky encyklopedie
| Číslo svazku | Hesla   | Počet stran | Počet obrázků [pozn. 2] | Přílohy [pozn. 3] | Rok vydání | Redakční uzávěrka | Cena (Kčs) |
| ------------ | ------- | ----------- | ----------------------- | ----------------- | ---------- | ----------------- | ---------- |
| I.           | A – Č   | 880         | 1 950                   | 64                | 1984       | 30. června 1984   | 155,–      |
| II.          | D – CH  | 976         | 2 106                   | 32                | 1985       | 31. prosince 1984 | 165,–      |
| III.         | I – L   | 912         | 1 969                   | 16                | 1986       | 30. září 1985     | 155,–      |
| IV.          | M – Pol | 992         | 1 996                   | 16                | 1986       | 31. března 1986   | 165,–      |
| V.           | Pom – S | 1008        | 1 834                   | 32                | 1987       | 31. prosince 1986 | 170,–      |
| VI.          | Š – Ž   | 928         | 1 734                   | 64                | 1987       | 31. března 1987   | 165,–      |

## Ukázka hesla
| „ | Dubček, Alexander, *27. 11. 1921, sl. politický činitel; vedoucí představitel pravicově oportunistických sil v UV KSČ v krizových letech 1968–69. [...] Ve funkci prvního tajemníka ÚV KSČ se podílel na prohloubení krizového vývoje ve straně a spol., na zhoršení a zostření vzájemných vztahů KSČ s kom. stranami social. zemích a po vstupu spojeneckých vojsk na čs. území v srpnu 1968 sabotoval plnění přijatých opatření. 1970 vyloučen z KSČ. | “ |

## Hlavní redakce
Hlavní redakce pracovala na encyklopedii v tomto složení:

Předsedové Bohumil Kvasil u prvních dvou dílů, následně Josef Říman

Zdeněk Bakovský, Vlastimil Baruš, Zdeněk Bažant, Oldřich Benda, Jiří Beneš, Josef Blahož, Antonín Brůžek, Ladislav Burlas, Milan Burša, Samuel Cambel, Jaroslav Cesar, Vladimír Cirbes, Stanislav Čelikovský, Zdeněk Čeřovský, Zdeněk Češka, Ján Dekan, Antonín Dolejší, Jiří Dvorský, Jiří Dvořák, Božena Filová, Jan O. Fisher, Emanuel Gramiš, Jiří Hájek, Vladimír Hajko, Eduard Hála, Miroslav Havel, František Havlíček, Slavomil Hejný, Vlastimil Herout, Hana Hrzánová, Bohuslav Chropnický, Václav Chvalovský, Jiří Klíma, †Josef Kočí, Miloslav Nikodým, Ivan Krejzlík, Vladimír Kubánek, Stanislav Kubík, Karel Kudrna, Vladimír Kunohlávek, Jaroslav Lichtenberg, Milan Lukeš, †Michal Lukniš, Emil Mazúr, Miroslav Mucha, František Mužík, Miloš Nebeský, Miroslav Nechleba, Jaroslav Němec, Josef Novák, Jaromír Obzina, Pavel Oliva, Jan Petr, Viliam Plevza, Vladimír Pokorný, Josef Poulík, Jaroslav Purš, Miroslav Richter, Antonín Robek, Karol Rosenbaum, Bohumír Rosický, Jarmila Skalková, Jan Slouka, †Zdeněk Snítil, Josef Starý, Vojtěch Sýkora, Gustav Šebor, Zdeněk Štábla, Miroslav Štěpánek, Radoslav Švec, Miloš Tomčík, Karel Vacek, František Valenta, Jozef Vladár, Miroslav Vyskot, Slavomír Wollman, Jozef Zachar, Jindřich Zelený

## Výkonná redakce
Výkonná redakce pracovala na encyklopedii v tomto složení:

Miroslav Štěpánek

Václav Brouček, Věra Hončíková, Václav Hubinger, Zdeněk Kos, Ladislav Křehla, Ivana Rybáková, Marcela Skuhravá, Jan Stehlík, Jana Svobodová, Jiří Vašíček, Josef Zima

## Tiráž encyklopedie
- Zpracoval kolektiv autorů Encyklopedického institutu Československé akademie věd pod vedením hlavní redakce Československé encyklopedie.
- Graficky upravil a vazbu navrhl: Ivan Krejzlík
- Technická redakce: Technická redakce EI ČSAV
- Vydala: Academia, nakladatelství Československé akademie věd, Praha (datum vydání)
- Vydání: 1. (všechny svazky)
- Vytiskla Severografia, n.p., závod Liberec (tisk a vazba) a Ústí nad Labem (sazba)
- Náklad 120 000 výtisků (všechny svazky)